# Abbazia di Neresheim
L'abbazia di Neresheim o abbazia dei Santi Ulrico e Afra (in tedesco Abtei Neresheim o Abtei der heiligen Ulrich und Afra) è un'abbazia fondata presso il villaggio di Neresheim nel Baden-Württemberg. Attualmente il monastero accoglie una comunità benedettina come parte di quella beuronese.

## Storia

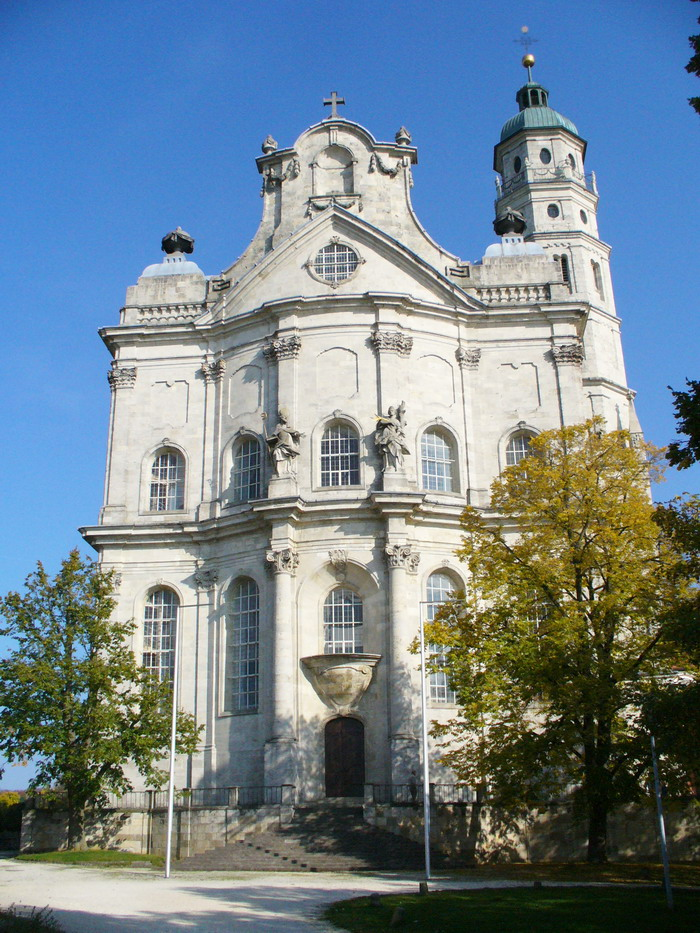
L'abbazia di Neresheim

L'abbazia di Neresheim venne fondata per la prima volta nel 1095 come un monastero edificato per i canonici agostiniani, ma passò alla comunità benedettina già dal 1106.
L'attuale chiesa abbaziale è stata eretta tra il 1747 ed il 1792 su progetto del famoso architetto Balthasar Neumann, fregiandosi di apparire anche sulle banconote da 50 marchi tra il 1998 ed il 2002.
L'abbazia terminò la propria esistenza con la mediatizzazione della Germania nel 1803 e venne ceduta ai principi Thurn und Taxis, ma la sovranità, dopo un breve periodo come parte del loro principato e del Regno di Baviera (1806-1810), passò al Regno di Württemberg che la mantenne tra i propri possedimenti. Dopo il crollo della monarchia, nel 1919 l'abbazia passò, grazie alla famiglia Thurn und Taxis che la dotò di nuovi fondi dopo e che ne aveva mantenuto la proprietà fino ad allora, nuovamente alla comunità benedettina di Beuron, appoggiata all'abbazia di Emau di Praga.
Qui i monaci hanno stabilito una fervente attività d'insegnamento che va dalle lettere al canto che è stato in particolare promosso dal 2004 con la fondazione di una corale per giovani.